# Otto Ludwig von Kanitz

Otto Ludwig von Kanitz auf einem Bildnis in der Kirche Hainewalde

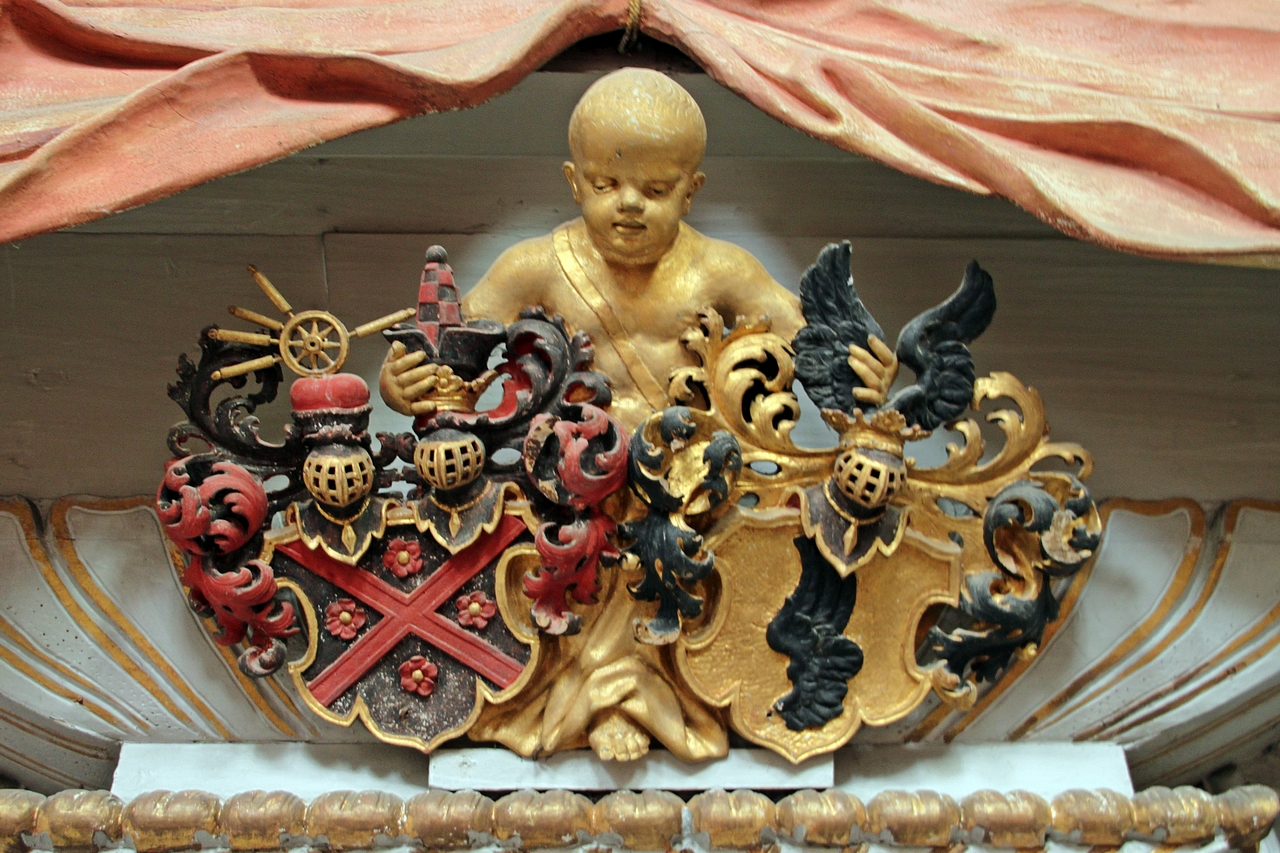
Wappen der Familien von Kanitz und Kyaw an der Herrschaftsloge der ab 1711 unter Otto Ludwig von Kanitz und seine Gattin Victoria Tugendreich von Kanitz geb. von Kyaw erbauten Kirche Hainewalde

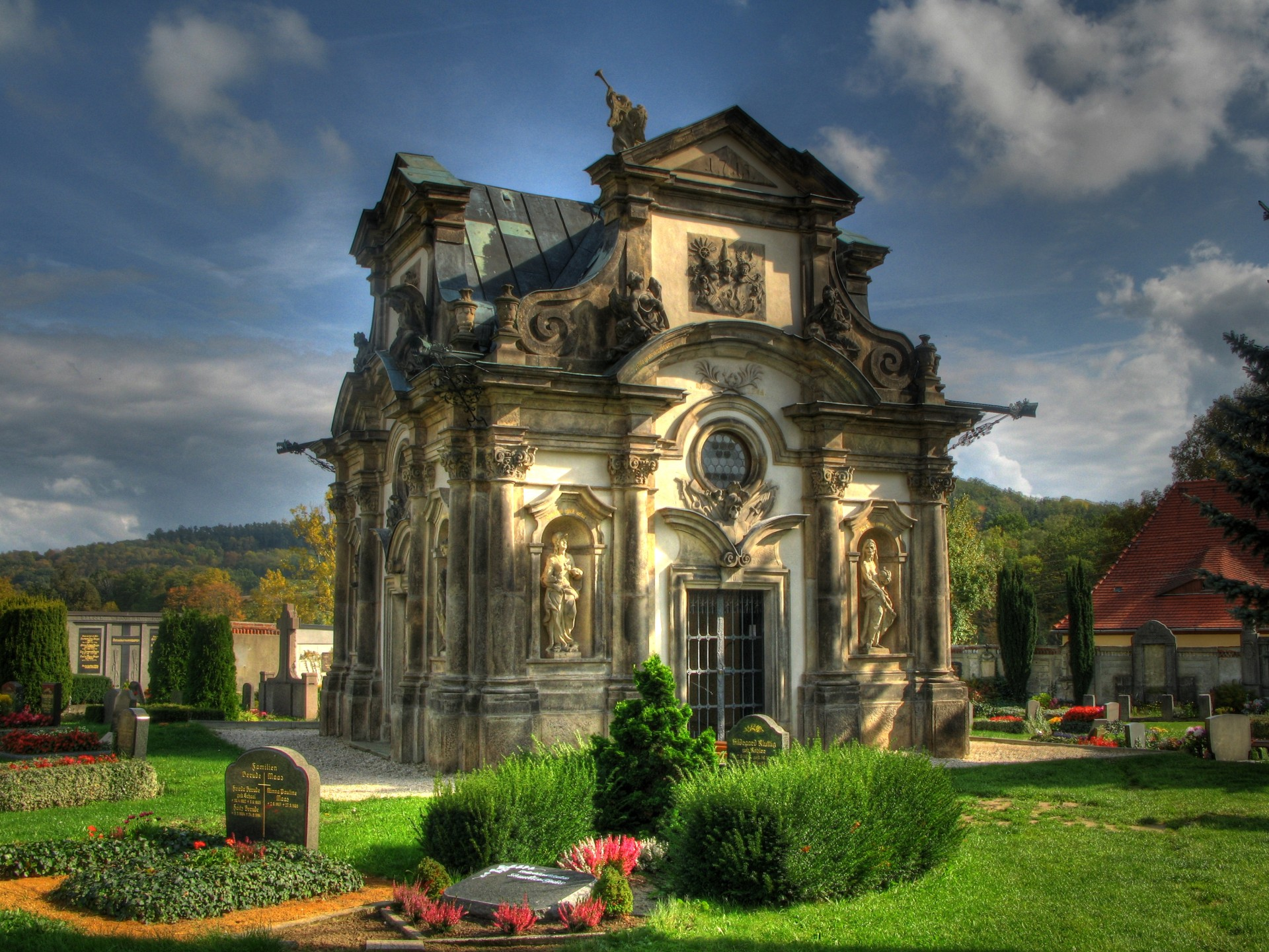
Die Kanitz-Kyawsche Gruft in Hainewalde

Otto Ludwig von Kanitz (* 6. September 1661 in Nopkeim bei Pillau, Preußen; † 8. Februar 1724 in Spitzkunnersdorf) war ein Oberst der kursächsischen Kavallerie und der königlich polnischen Armee, sowie Herr der Güter Hainewalde, Oderwitz, Spitzkunnersdorf, Mücka, Radischholz und Neundorf aus dem Geschlecht derer von Kanitz. Er wurde unter anderem auch für die Stiftung mehrerer Kirchen und als Bauherr der Kanitz-Kyawschen Gruft in Hainewalde bekannt.

## Leben
Kanitz wurde 1661 als dritter Sohn aus der zweiten Ehe des kurbrandenburgischen Obristlieutenant Christof Friedrich von Kanitz (1617–1680) in Nopkeim in Preußen geboren. Seine Mutter war Susanna von Kreytz(en). Einer früheren Ehe seines Vaters entstammte der königlich-preußische Generalmajor Christoph Albrecht von Kanitz, Vater des preußischen Kammerherrn Samuel Friedrich von Kanitz. 
Wie auch seine sechs Brüder schlug er eine militärische Laufbahn ein und stand in brandenburgischen, bayrischen und sächsischen Diensten. Er trat 1680 als Fähnrich in der Feste Pillau unter dem brandenburgischen General Graf Wolfgang Christoph Truchsess von Waldburg seinen militärischen Dienst an. 1682 zum Leutnant befördert diente er im brandenburgischen Regiment des Prinzen Alexander von Kurland, das am Großen Türkenkrieg teilnahm. 1684 zum Capitain (Hauptmann) ernannt war er unter General Truchsess zu Waldburg in der Ukraine eingesetzt, wo er schwer erkrankte. 1686 nahm er an der Belagerung von Ofen teil, bei der sein Regimentskommandeur Prinz von Kurland getötet wurde. Auf Befehl des Kurfürsten geleitete Kanitz den Leichnam des Prinzen nach Kurland und nahm an den Beisetzungsfeierlichkeiten teil. 1688 erbat er sich die Erlaubnis, vorübergehend als Volontär in bayrische Dienste zu treten, um an der Belagerung von Belgrad teilzunehmen. Wieder in brandenburgischen Diensten, kämpfte er im Rheinland gegen die Truppen Ludwigs XIV. 1692 wechselte er als Mayor der Kavallerie in kursächsische Dienste und wurde 1694 zum Oberstleutnant befördert. Er nahm an einem Feldzug gegen französische Heere an den Mittelrhein teil und wurde 1697 zum Oberst der Kavallerie ernannt. 1698 war er am Feldzug gegen die Türken in Podolien beteiligt und schied 1699 mit 38 Jahren aus dem sächsisch-polnischen Militärdienst aus.
1700 heiratete er Victoria Tugendreich von Kyaw, ihre Ehe blieb aber kinderlos. Nach der Hochzeit verkaufte Victoria ihrem Gatten ihre Güter in Hainewalde, Spitzkunnersdorf und Oderwitz. So gelangte er auch in den Besitz des alten Renaissanceschlosses von 1565, um dessen Erhalt er sich mit seiner Gattin engagierte. Kanitz ließ zu dieser Zeit auch Kirchen in Hainewalde, Niederoderwitz und Spitzkunnersdorf errichten. Zusammen mit seiner Frau beauftragte er 1702 den Bau der Kirchschule und 1703 eines Hospitals in Hainewalde. Weiterhin gründete er die Hainewalder Kirchenbibliothek.
Ab 1715 widmete er sich dem Bau der Familiengruft, der Kanitz-Kyawschen Gruft. Seine Frau verstarb 1717 im Alter von 60 Jahren, er selbst starb 1724, beide wurden in der von ihm erbauten Gruft beigesetzt. Seinen Besitz vererbte er  an die Großnichte seiner Frau, Christiane Tugendreich von Kyaw. Diese heiratete wiederum seinen Neffen Samuel Friedrich von Kanitz, der den Besitz seiner Frau erwarb und das Neue Schloss Hainewalde errichten ließ.